# Łopatino (przystanek kolejowy)
Łopatino (ros. Лопатино) – przystanek kolejowy w miejscowości Woskriesiensk, w rejonie woskriesienskim, w obwodzie moskiewskim, w Rosji. Położony jest na Wielkim Pierścieniu Kolei Moskiewskiej.
Dawniej stacja kolejowa.